# Reactieproduct
Een reactieproduct is een stof die ontstaat bij een chemische reactie tussen de zogenaamde reactanten.
Bij een chemische reactie reageren de reactanten 'weg', ter vorming van een zekere hoeveelheid van een andere chemische stof, het reactieproduct. De verhouding tussen de benodigde hoeveelheid reactant en reactieproduct wordt berekend met stoichiometrische berekeningen.

## Voorbeeld
De reactie van distikstof en diwaterstof ter vorming van ammoniak verloopt als volgt:
{\displaystyle \mathrm {N_{2}\ +\ 3\ H_{2}\longrightarrow \ 2\ NH_{3}} }
Hierbij zijn distikstof en diwaterstof de reactanten; ammoniak is het reactieproduct. Bemerk ook dat de stoichiometrie van de reactie opgaat.